# یوسف فایق
یوسف فایق (انگلیسی: Youssef Fayek؛ زادهٔ ۱۸ مارس ۲۰۰۰) بازیکن فوتبال اهل لیبی است.
وی همچنین در تیم ملی فوتبال لیبی بازی کرده‌است.